# Witold Suchodolski
Witold Czesław Suchodolski (ur. 29 stycznia 1887 w Jeziorku, zm. 9 lutego 1967 w Warszawie) – polski historyk i archiwista.

## Życiorys
Witold  Suchodolski urodził się w Jeziorku,  gm.  Piątnica, w ziemi  łomżyńskiej,  jako  syn Jana  i  Józefy  z  Młodzianowskich.  Miał  trzy  siostry:  Julię  Szmidtową,  Marię Gorbaciukową  oraz  Jadwigę  Matuszewską.
Już podczas nauki w szkole w Łomży zaangażował się politycznie. W okresie strajku szkolnego został osadzony w więzieniu. Po krótkim pobycie na wolności został w czerwcu 1906 wywieziony na Syberię, skąd uciekł w sierpniu tegoż roku i przedostał się do Galicji. W Krakowie zdał maturę i w roku 1907 rozpoczął studia historyczne na Uniwersytecie Jagiellońskim.
Podczas studiów znów zaangażował się politycznie w organizacjach lewicowych. W roku 1911 otrzymał absolutorium na Wydziale Filozoficznym i rozpoczął drugie studia na Wydziale Prawa. Po wybuchu I wojny światowej latem 1914 pod nazwiskiem Romana Glinickiego przekroczył granicę austriacko-rosyjską. Znów został wywieziony na Syberię, skąd przedostał się do Charkowa. W roku 1920 wstąpił jako ochotnik do Wojska Polskiego. W latach 1921–1928 działał w Moskwie i Leningradzie jako wiceprzewodniczący delegacji polskiej w Mieszanej Polsko-Sowieckiej Komisji Specjalnej do spraw rewindykacji dóbr kulturalnych. Po powrocie do Polski objął wysokie stanowisko dyrektora IV Departamentu w dziedzinie archiwistyki w Ministerstwie Wyznań Religijnych i Oświecenia Publicznego i dyrektora Archiwów Państwowych, pełniąc tę funkcję do wybuchu II wojny światowej.
2 maja 1923 został odznaczony Krzyżem Oficerskim Orderu Odrodzenia Polski.
W czasie okupacji działał w konspiracji, starając się ratować polskie archiwalia przed wywiezieniem i zniszczeniem. Po wojnie otaczał opieką ocalone archiwalia, pomagając przy ich rewindykacji. W roku 1945 ponownie objął stanowisko dyrektora naczelnego Archiwów Państwowych, po czym przeszedł do Instytutu Badań Literackich. W roku 1954 otrzymał tytuł docenta, a w roku 1960 przeszedł na emeryturę w wieku 73 lat. W latach pięćdziesiątych był członkiem Klubu Krzywego Koła..
Był dwukrotnie  żonaty. Pierwsza  żona,  Jadwiga z  Chrząszczewskich, zginęła w  powstaniu  warszawskim.  Po wojnie poślubił Zofię z Chaszkowskich, primo voto  Limanowską.  Zmarł  bezdzietnie. Został pochowany na cmentarzu Powązkowskim (kwatera 154-3-11).